# Misteriosa obsessió
Misteriosa obsessió  (títol original: The Forgotten) és una pel·lícula estatunidenca dirigida per Joseph Ruben i estrenada el 2004. Ha estat doblada al català.

## Argument
Telly Paretta creu tenir un fill, Sam, que és mort en un accident d'avió. Pel que fa all seu espòs Jim diu que no han tingut mai cap fill. Munce, el seu psicòleg, creu que imagina una vida que no ha existit mai i li recomana seguir un tractament en un hospital. Coneix un home (Ash), que és el pare de Lauren, una amiga del seu presumpte fill desaparegut. Refugiada en Ash, Telly troba proves de l'existència de Lauren. Malgrat això, Ash sosté no haver tingut cap fill i crida la policia. Telly és detinguda per dos agents federals. Quan els agents volen endurse-la, Ash recorda haver tingut una filla i permet a Telly d'escapar a la NSA. Més endavant, troba el seu marit Jim, però resulta que ja no la recorda.

## Repartiment
- Julianne Moore: Telly Paretta
- Dominic West: Ashley "Ash" Correll
- Gary Sinise: Dr. Munce
- Alfre Woodard: l'inspector Anne Pope
- Linus Roache: l'extraterrestre
- Anthony Edwards: Jim Paretta
- Christopher Kovaleski: Sam
- Kathryn Faughnan: Lauren Correll
- Ann Dowd: Eileen

## Rebuda
El film ha rebut crítiques negatives a Rotten Tomatoes on només el 30 % de les 166 crítiques recollides era favorables. A Metacritic, obté una nota de 43 sobre 100

### Box-office
El film es va estrenar el 24 de setembre de 2004 a les sales dels Estats Units i Canadà i recull 2,1 milions de dòlars durant el seu primer cap de setmana, classificant-se en el número 1 al box-office. El film recull 117,5 milions de dòlars a tot el món